# Omoyemi Akerele

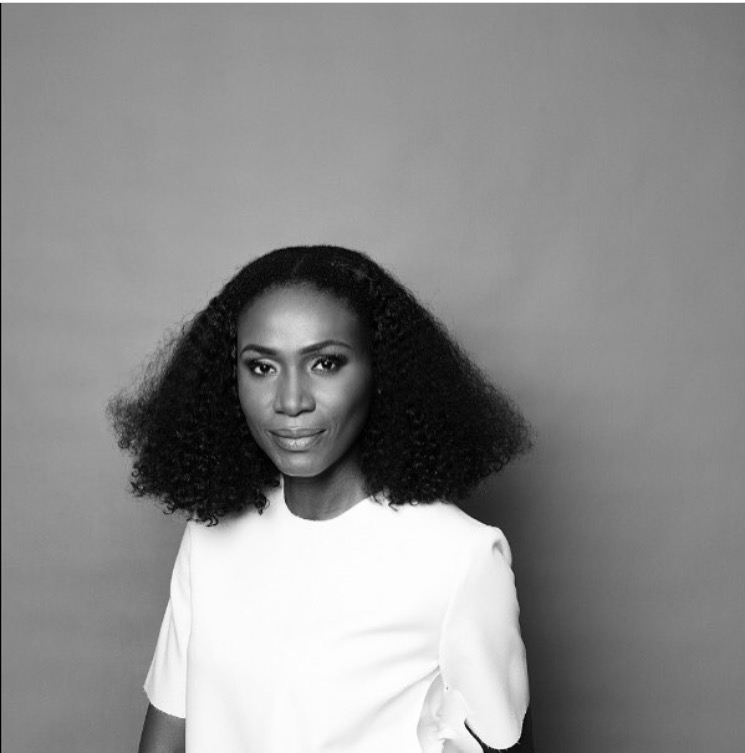
Omoyemi Akerele

Omoyemi Akerele là người sáng lập và giám đốc điều hành của Style House Files, một cơ quan phát triển kinh doanh thời trang chủ yếu tập trung vào ngành công nghiệp thời trang Nigeria và châu Phi. Cô đã ra mắt Tuần lễ Thời trang và Thiết kế  và cơ quan phát triển sáng tạo của cô mang đến cho các thương hiệu châu Phi cơ hội trình diễn trên Pitti Immagine ở Ý và Tuần lễ Thiết kế và Thời trang Lagos.

## Giáo dục
Omoyemi theo học tại Đại học Lagos nơi cô có bằng cử nhân Luật. Cô tiếp tục đến Đại học Warwick, nơi cô nhận bằng thạc sĩ về Luật kinh tế quốc tế. Cô làm việc tại Olaniwun Ajayi, một công ty luật của Nigeria và Co từ năm 2000 đến 2003 trước khi trở thành một nhà thiết kế thời trang. Cô là biên tập viên thời trang cho một tạp chí Lifestyle có tên True Love.